# Фолксваген ЦЦ
Фолксваген ЦЦ, до редизајна познат као Фолксваген пасат ЦЦ, је луксузни седан у купе стилу који је производила немачка фабрика аутомобила Фолксваген од 2008. до 2017. године.

## Историјат
Представљен је јануара 2008. године на салону аутомобила у Детроиту. ЦЦ значи Comfort Coupe и с обзиром на то да овај аутомобил има четворо врата, он није класични купе, већ купе лимузина. У Фолксвагеновом асортиману позициониран је између пасата и фаетона. Заснован је на пасату Б6 са којим дели међуосовинско растојање, али је и нешто дужи и шири и за 50 мм нижи од пасата, што га чини више ексклузивно оријентисаним.
У односу на пасат има бољи квалитет материјала и завршне обраде, као и широку палету мотора, а јак утисак остављају и врата без оквира за прозоре. Такође поседује релативно велики пртљажни простор за купе лимузину од 532 литра.
Новембра 2011, на салону у Лос Анђелесу представљена је ревидирана верзија Фолксвагенове купе лимузине за 2012. годину. Тада компанија мења назив аутомобилу из пасат ЦЦ у ЦЦ. Највеће промене су извршене на предњем и задњем делу аутомобила. Предњи део је конзервативнији, маска хладњака је угластија, а светлосне групе су веће. Предње и задње светлосне групе су добиле нову графику, а задње су изведене у лед технологији. Добио је и богато украшен грил, који оставља утисак луксузног аутомобила. У дужину је порастао само за три милиметра.
Користио је моторе, бензински од 1.4 TSI (160 КС), 1.8 TSI (160 КС), 2.0 TSI (200 и 211 КС), 3.6 V6 (300 КС) и дизел-моторе од 2.0 TDI (140, 150, 170, 177 и 184 КС).
Године 2017. ЦЦ је замењен фастбек седаном под називом артеон.

## Галерија
- Пасат ЦЦ (2008–2012)
- унутрашњост
- ЦЦ (2012–2017)
- ЦЦ (2012–2017)